# 河上楮談
河上楮談，文言志怪、轶事小說，共三卷，明代朱孟震撰。
楮是指紙張，古代用楮树皮制作纸张，引伸為書寫。朱孟震是隆慶戊辰進士，官至右副都御史。作者游历各地，是书多述耳聞之旧闻轶事，亦談神怪之事，內容大都是幾百字的短文。如卷二的《梁公》寫士子巧遇仙人梁公之事，當時梁公身旁有一女童侍立，士子問其名?女童答曰：“乐乐。”士人開玩笑說：“独乐乐乎，与人乐乐乎?”不料，女童竟知前生之事，對士子說：“汝於遇仙桥沽我酒，今忘之耶?”又說：“四十年前事，想忘之矣。”該士子年恰四十，頓然陷入迷霧之中。諸如此類，作者善以平淡无奇的文筆，構造情节离奇的故事，煞有其事，格外引人取勝。本書亦寫建文帝遜國一事，但完全沿袭史彬的《致身录》，錯誤很多。本书卷三为《停云小志》，專記在南京任职时的生平旧好三十餘人之事。今有《河上楮谈》、《汾上续谈》、《浣水续谈》、《游宦馀谈》合刊本。